# Жан Віго
Жан Віґо́ (фр. Jean Vigo, повне ім'я Жан Бонавентюр де Віґо Альмерейда; 26 квітня 1905, Париж — 5 жовтня 1934, Париж) — французький кінорежисер. Попри недовге життя і короткочасну кар'єру, зробив значний внесок у розвиток поетичного реалізму — течії у французькому кіно 30-х років, — що згодом вплинуло на режисерів французької нової хвилі.

## Біографія
Жан Віґо народився в Парижі 26 квітня 1905 року. Він був сином войовничого анархіста Ежена Бонавентура де Віґо — його псевдонімом було ім'я Мігель Алмерейда (Miguel Almereyda), анаграма вираження «це лайно» (фр. y'a la merde) — і його дружини Емілі Клеро. Віґо-батько випускав сатиричну газету під назвою «Червоний капелюшок», потім за підтримку Німеччини був звинувачений у зраді і відправлений до в'язниці, де його було задушено за нез'ясованих обставин 13 серпня 1917 року.
У Жана з дитинства було слабке здоров'я і тому він був вимушений довго перебувати у лікарнях і санаторіях. Оскільки його батьки були залучені до політики, він виховувався ріднею і друзями сім'ї і навчався у школах-інтернатах під вигаданим ім'ям Жана Сале. 1922 року сімнадцятирічний Віґо возз'єднався з матір'ю і у 1926 році деякий час навчався в Сорбонні під своїм справжнім ім'ям. 24 січня 1929 року він одружився з Єлизаветою Лозинською, донькою польського фабриканта. 1931 року у них народилася донька Люс.

### Творча кар'єра
Відчуваючи потяг до кінематографа, Віґо у 1928 році працював помічником у відомого кінооператора Леона-Анрі Бюреля, допомагаючи йому на зніманні стрічки «Венера». Потім, успадкувавши після смерті родича 100 тисяч франків, він придбав уживану кінокамеру і у 1930 році розпочав роботу над своїм першим фільмом. Це була німа документальна короткометражка під назвою «З приводу Ніцци», яка виявила здатність Віґо уловлювати природну красу реальності і надавати банальним сценам стилізоване поетичне звучання.
Другим фільмом режисера стала документальна сюрреалістична короткометражка «Таріс, або плавання», випущена 1931 року, де головним героєм був плавець-чемпіон Жан Таріс. Далі у 1933 році вийшла повнометражна картина «Нуль з поведінки». Вона оповідала про життя школи-інтернату для хлопчиків і її учнів, що збунтувалися проти шкільних порядків і викладачів, чиї карикатурні образи явно були запозичені Віґо з дитячих спогадів. Цей фільм цензура відправила на полицю, і обмеження до показу були зняті тільки у 1945 році.
У 1934 році режисер зняв свою четверту і останню стрічку, неспішну мелодраму «Аталанта». Сюжет фільму був простий і описував історію двох наречених, сільської дівчини Джульєтти (Діта Парло) і шкіпера Жана (Жан Дасте). Після весілля вони відпливають на баржі Жана під назвою «Аталанта» каналами Франції до Парижу. Коли Джульєтта, попри заборону чоловіка, втікає подивитися на місто, Жан, розсердившись, приймає рішення поплисти без дружини. Проте потім розлука починає заподіювати йому сильні страждання. На щастя, його помічник, ексцентричний старий і любитель кішок татко Жюль, розшукує Джульєтту, приводить її назад, і молоді возз'єднуються. Ця невибаглива історія, насичена завдяки таланту Віґо ліризмом і поетичними мотивами, зробила великий вплив на режисерів французької нової хвилі.
Оператором усіх чотирьох фільмів Віґо був Борис Кауфман, брат радянського кінорежисера Дзиги Вертова.

### Смерть
Даруванню режисера не судилося було розкритися повною мірою. За менше ніж місяць після прем'єри «Аталанти», 5 жовтня 1934 року, він помер від туберкульозу у двадцять дев'ять років.

## Пам'ять
У 1951 році у Франції була заснована премія Жана Віґо, яку відтоді щорічно присуджують молодим режисерам «за незалежність авторської позиції і високу художню якість». Серед лауреатів премії — Клод Шаброль (нагороджений в 1959 році за фільм «Красень Серж»), Жан-Люк Годар (нагороджений в 1960 році за фільм «На останньому подиху»), Кріс Маркер (за фільм «Злітна смуга», 1963), F.J. Ossang (за фільм «Ціна») та ін.

## Фільмографія
До усіх своїх чотирьох фільмів Віґо написав сценарії власноручно.
| Рік  | Назва українською   | Назва мовою оригіналу                       |
| ---- | ------------------- | ------------------------------------------- |
| 1934 | Аталанта            | L'Atalante                                  |
| 1933 | Нуль за поведінку   | Zéro de conduite: Jeunes diables au collège |
| 1931 | Таріс, або плавання | Taris, roi de l'eau                         |
| 1930 | З приводу Ніцци     | À propos de Nice                            |